# Fort Okanogan
Fort Okanogan (ou Fort Okanagan) é uma fortificação fundada para proteção do comércio de peles pela Pacific Fur Company de John Jacob Astor em 1811. Foi construído na confluência dos rios Okanogan e Colúmbia, no que é hoje o condado de Okanogan, no estado de Washington. Foi o primeiro assentamento dos Estados Unidos no território que hoje é o estado de Washington, embora a sua posse tenha passado para a Companhia do Noroeste quando a Pacific Fur Company vendeu os seus ativos e postos à sua rival.
A Companhia do Noroeste juntar-se-ia mais tarde à Companhia da Baía de Hudson. O forte tornou-se uma importante encruzilhada para a empresa enviar as peles até Londres através da baía de Hudson. Era uma paragem do York Factory Express.
Em 1846, quando o Tratado do Oregon foi assinado para parar o conflito entre os americanos e ingleses sobre a partilha do Oregon Country, a Companhia da Baía de Hudson foi autorizada a continuar a usar o forte. O forte foi abandonado em 1860, quando o comércio de peles diminuiu no região. O local foi inundado em 1967, quando a barragem Wells no rio Colúmbia criou o lago Pateros.
O Parque Estatal de Fort Okanogan (Fort Okanogan State Park) domina o local da fortaleza e do rio. Alberga um museu, mostrando o que acontecia no forte quando este estava ativo.